# Stefan Lambert
Stefan Lambert (* 30. November 1981) ist ein ehemaliger österreichischer Fußballspieler.

## Karriere
Lambert begann seine Karriere beim ESV Admira Villach, bei dem er auch in der Kampfmannschaft spielte. Zur Saison 2000/01 wechselte er zum Zweitligisten BSV Bad Bleiberg. In seiner ersten Spielzeit in Bad Bleiberg kam er jedoch nicht zum Einsatz. Sein Debüt in der zweiten Liga gab er schließlich im März 2002, als er am 24. Spieltag der Saison 2001/02 gegen den FC Lustenau 07 in der Startelf stand und in der 60. Minute durch Gerhard Breitenberger ersetzt wurde. Im September 2002 erzielte er bei einem 2:0-Sieg gegen die Kapfenberger SV sein erstes und einziges Tor in der zweithöchsten Spielklasse. In drei Jahren bei Bad Bleiberg kam er zu 25 Zweitligaeinsätzen. Zur Saison 2003/04 wurde der Verein vom FC Kärnten übernommen und firmierte fortan als BSV Juniors Villach.
Für den neuen Verein absolvierte er zehn Zweitligaspiele, ehe die Juniors zu Saisonende aus der zweiten Liga abstiegen und sich kurz darauf auflösten. Daraufhin wechselte Lambert zur Saison 2004/05 zum Regionalligisten SV Spittal/Drau. Zur Saison 2005/06 schloss er sich dem viertklassigen Magdalener SC an, mit dem er zu Saisonende in die fünftklassige Unterliga abstieg. In dieser kam er in der Saison 2006/07 zu 16 Einsätzen für die Villacher.
Zur Saison 2007/08 wechselte er zum Landesligisten SV Lendorf (ab 2010 FC). In viereinhalb Spielzeiten kam Lambert zu 89 Landesligaeinsätzen in Lendorf und erzielte dabei acht Tore. In der Winterpause der Saison 2011/12 verließ er den Verein. Nach drei Jahren ohne Verein kehrte er im Jänner 2015 nach Magdalen zurück, das inzwischen in der sechstklassigen 1. Klasse antrat. Nach 20 Einsätzen in der 1. Klasse beendete er nach der Saison 2015/16 seine Karriere.